# Krzysztof Jasiewicz (Soziologe)
Krzysztof Jasiewicz (* 1949 in Polen) ist ein polnisch-US-amerikanischer Soziologe und Hochschullehrer.
Jasiewicz schloss sein Soziologiestudium an der Warschauer Universität 1972 mit dem M. A. ab. 1976 wurde er an der Polnischen Akademie der Wissenschaften promoviert.
Jasiewicz ist Hochschullehrer an der Washington and Lee University in Lexington, Virginia. Er hat dort den Lehrstuhl „William P. Ames Jr. Professor“ inne und ist Abteilungsleiter des „Department of Sociology and Anthropology“.
Er forscht und veröffentlicht zu den Themen Wahlen, Wahlverhalten, Parteiensystem und zu politischen Einstellungen in Polen und anderen mitteleuropäischen Staaten.